# Liste der Handfeuerwaffen/S
Übersicht im Referenzwerk zu „Handfeuerwaffen S - SYRETT“

## SA…
- SA 58/98
- SA 7
- SA80 (UK)
- SA-85 (Hungary)
  - SA-85M
- Saab Bofors Dynamics CBJ MS PDW
- Sabatti .22LR Sporter
- Safari Arms Matchmaster
- SAGE SL-6
- Saiga Hunting Rifles
- Saiga-12
  - Saiga-12K
- Sako
- zu Sako-Tikka-Modellen siehe Liste der Handfeuerwaffen/T#TI…
- zu Sako-Valmet-Modellen siehe Liste der Handfeuerwaffen/V#Valmet
  - Sako M90 (Finland - Sturmgewehr - 7,62 × 39 mm)
  - Sako M92 (Finland - Sturmgewehr - 7,62 × 39 mm)
  - Sako M95 (Finland - Sturmgewehr - 7,62 × 39 mm)
  - Sako TRG 21 (Finland - Repetiergewehr - 7,62 mm NATO)
  - Sako TRG 22 (Finland - Repetiergewehr - 7,62 mm NATO)
  - Sako TRG 41 (Finland - Repetiergewehr - .338 Lapua)
  - Sako TRG 42 (Finland - Repetiergewehr - .338 Lapua)
- SAN 511 (Schweiz - Anti-materiel rifle - 12,7 × 99 mm NATO)
- SANNA 77
- Santa Barbara FR 8 (Spanien - Repetiergewehr)
- SAPS Pistol
- Savage 10FP Tactical
- Savage 110FP Tactical
- Savage 1907 Pistol
- Savage Model 12FVSS
- Savage Model 93R17 (.17 caliber rifle)
- Sa vz. 58 (Czech - Sturmgewehr - 7,62 × 39 mm)
- Samopal vz. 61 (Czech - MP - 7,65 × 17 mm/.32 ACP)

## Sauer & Sohn
- Modell 1919
- Modell 1920
- Modell 1926
- Modell 1928
- Modell 1930
- Modell 1938

## SC…
- Scharfschützengewehr 82
- Schmidt-Rubin Model 1896/1911
- Schwarzlose M7/12
- Schwarzlose MG38
- Scheinigg Dornrevolver
- SCK Kenju
- SCK M-60

## SE…
- Searcy 577 Nitro Express
- Sedgley OSS .38
- Seecamp (USA - Pistole - 6,35 mm/.25 ACP, 7,65 × 17 mm/.32 ACP, & 9 × 17 mm/.380 ACP)

## SG…
- SG43

## SIG
- SIG 202 (Schweiz / Deutschland - Scharfschützengewehr)
- SIG Chylewski (Schweiz - Pistole)
- SIG P210 (Schweiz - Pistole - .22 LR, 7,65 × 21 mm Parabellum, & 9 × 19 mm Parabellum)
- SIG Sauer P220 (Schweiz / Deutschland - Pistole - .22 LR, 7,65 × 21 mm Parabellum, 9 × 19 mm Parabellum, .38 Super, & .45 ACP)
- SIG Sauer P224 (Schweiz / Deutschland - Pistole - 9 × 19 mm Parabellum, .357 SIG, & .40 S&W)
- SIG Sauer P225 (Schweiz / Deutschland - Pistole - 9 × 19 mm Parabellum)
- SIG Sauer P226 (Schweiz / Deutschland - Pistole - 9 × 19 mm Parabellum, .357 SIG, & .40 S&W)
- SIG Sauer P227 (Schweiz / Deutschland - Pistole - .45 ACP)
- SIG Sauer P228 (Schweiz / Deutschland - Pistole - 9 × 19 mm Parabellum)
- SIG Sauer P229 (Schweiz / Deutschland - Pistole - 9 × 19 mm Parabellum, .357 SIG, & .40 S&W)
- SIG Sauer P320 (USA - Pistole - 9 × 19 mm Parabellum, .357 SIG, .40 S&W, .45 ACP & .380 ACP)
- SIG-Sauer P230 (Schweiz / Deutschland - Pistole - 7,65 × 17 mm/.32 ACP, 9 × 17 mm/.380 ACP, & 9 × 18 mm Ultra)
  - SIG-Sauer P230-JP (Schweiz / Deutschland - Pistole - 7,65 × 17 mm/.32 ACP & 9 × 17 mm/.380 ACP)
- SIG-Sauer P232 (Schweiz / Deutschland - Pistole - 7,65 × 17 mm/.32 ACP & 9 × 17 mm/.380 ACP)
- SIG-Sauer P239 (Schweiz / Deutschland - Pistole - 9 × 19 mm Parabellum, .357 SIG, & .40 S&W)
- SIG-Sauer P245 (Schweiz / Deutschland - Pistole - .45 ACP)
- SIG Pro 2009 (Schweiz - Pistole - 9 × 19 mm Parabellum)
- SIG Pro 2022 (Schweiz - Pistole - 9 × 19 mm Parabellum & .40 S&W: Picatinny Rail)
- SIG Pro 2340 (Schweiz - Pistole - .357 SIG & .40 S&W)
- SIG Pro Compact 2009 (Schweiz - Pistole - 9 × 19 mm Parabellum: SPC 2009)
- SIG Pro Compact 2340 (Schweiz - Pistole - .357 SIG & .40 S&W: SPC 2340)
- SIG SG510-1 (Schweiz -Sturmgewehr - 7,62 mm NATO)
- SIG SG510-2 (Schweiz - Sturmgewehr - 7,5 × 55 mm)
- SIG SG510-3 (Schweiz - Sturmgewehr - 7,62 × 39 mm)
- SIG SG510-4 (Schweiz - Sturmgewehr - 7,62 mm NATO)
  - SIG AMT (Schweiz - Halbautomatisches Gewehr - 7,62 mm NATO)
- SIG SG530 (Schweiz - Sturmgewehr - 5,56 × 45 mm NATO)
- SIG SG540 (Schweiz - Sturmgewehr - 5,56 mm NATO)
- SIG SG541 (Schweiz - Sturmgewehr - 5,56 mm NATO)
- SIG SG542 (Schweiz - Sturmgewehr - 7,62 mm NATO)
- SIG SG543 (Schweiz - Verkürztes Sturmgewehr - 5,56 mm NATO)
- SIG SG550 (Schweiz - Sturmgewehr - 5,56 mm NATO, Gw Pat 90)
  - SIG SG550 Sniper (Schweiz - DRM - 5,56 mm NATO, Gw Pat 90)
  - SIG PE90 (Schweiz - Sportgewehr - 5,56 mm NATO, Gw Pat 90)
  - SIG SG551 (Schweiz - Verkürztes Sturmgewehr - 5,56 mm NATO, Gw Pat 90)
  - SIG SG551 Granat (Schweiz - Verkürztes Sturmgewehr - 5,56 mm NATO, Gw Pat 90)
  - SIG SG551 HB (Schweiz - Verkürztes Sturmgewehr - 5,56 mm NATO, Gw Pat 90)
- SIG SG552 Commando (Schweiz - Verkürztes Sturmgewehr - 5,56 mm NATO, Gw Pat 90)
- SIG Sauer SSG 2000 (Schweiz - Repetiergewehr)
- SIG Sauer SSG 3000 (Schweiz - Repetiergewehr)

## SI…
- SIMA-CEFAR MGP
- SIMA-CEFAR MGP79-A
- SIMA-CEFAR MGP87
- SIMA-FAD (Peru - Sturmgewehr - 5,56 mm NATO)
- SITES M4-Spectre (Italien - MP - 9 × 19 mm Parabellum)
- SITES M380 (Italien -)

## SK…
- Skoda M1909
- Skorpion (Maschinenpistole)
- SKS-45 (Russland - Selbstladekarabiner - 7,62 × 39 mm)

## SM…
- SM9 (Guatemala)

## SN…
- Snider MK III Cavalry Carbine
- Snipex T-Rex

## SO…
- SOCIMI SMG 821 (Italien - MP - 9 × 19 mm Parabellum)
- SOCIMI AR-832/FS (Italien)
- SOCIMI AR-871 (Italien)
- SOKACZ
- Sokolovsky Automaster (USA - Pistole - .45 ACP)
- Solothurn S18/100 (Schweiz - 20 × 105 mm B)
- Solothurn S18/1000 (Schweiz - 20 × 138 mm B)
- Solothurn SU (Schweiz)

## Springfield
- Springfield Model 1873 Trapdoor (USA - Ordonnanzgewehr 1873–1892, .45-70 caliber)
- Springfield Model 1875 (USA - Springfield Trapdoor, Variante für Offiziere)
- Springfield Krag Bolt Action Rifle (USA - erstes Ordonnanz - Repetiergewehr 1892 - ca. 1905, .30-40 caliber)
- Springfield M1903 (USA - Repetiergewehr - .30-'06)
- Springfield SPIW (USA - Sturmgewehr/Granatwerfer - 5,56 mm Fléchette/40 × 46 mm Grenade: Special Purpose Individual Weapon)
- Springfield Armory M1911A1 (USA / Brasilien - Pistole - 9 × 19 mm Parabellum & .45 ACP)
- Springfield Armory BM59 (USA - Halbautomatisches Gewehr - 7,62 mm NATO)
- Springfield Armory M1 Garand (USA - Halbautomatisches Gewehr - .30-'06 & 7,62 mm NATO)
  - Springfield Armory T26 (USA - Halbautomatisches Gewehr - 7,62 mm NATO & .30-'06)
- Springfield Armory M1A (USA - Halbautomatisches Gewehr - .243 Winchester, 7 mm-08 Remington, & 7,62 mm NATO)
- Springfield Armory SAR 48 (USA / Brasilien - Halbautomatisches Gewehr - 7,62 mm NATO)
  - Springfield Armory SAR-48HB (USA / Brasilien - Halbautomatisches Gewehr - 7,62 mm NATO)
  - Springfield Armory SAR4800 (USA / Brasilien - Halbautomatisches Gewehr - 7,62 mm NATO)
- Springfield Armory SAR-8 (USA / Griechenland - Halbautomatisches Gewehr - 7,62 mm NATO)
  - Springfield Armory SAR-8 HBCS (USA / Griechenland - Halbautomatisches Gewehr - 7,62 mm NATO)
- Springfield Armory XD-9 (Kroatien - Pistole - 9 × 19 mm Parabellum)
- Springfield Armory XD-40 (Kroatien - Pistole - .40 S&W)
- SSG Pen Gun .25ACP

## SP…
- Spanish FR-7 (Spanien - Repetiergewehr)
- Spanish Mauser 1916 (Spanien - Repetiergewehr)
- SPAS-12 (Italien - Pumpgun/Halbautomatisch-12 Gauge)
- SPAS-15 (Italien - Pumpgun/Vollautomatisch-12 Gauge)
- Spencer (Gewehr) Unterhebelrepetierer
- SPHINX S2000 (Schweiz - Pistole)
- SPHINX S3000 (Schweiz - Pistole)
- Spitfire .45
- SPP-1 Underwater Pistol (Russland - Pistole)
- Spz-kr

## SS…
- SS 77 (Südafrika - Maschinengewehr - 7,62 × 51mm NATO)
- S&S Sidewinder
- SSG 82 siehe Scharfschützengewehr 82

## Star
- Star 28 PK (Spanien - Pistole - 9 × 19 mm)
- Star 30 Versionen M, P und PK (Spanien - Pistole - 9mm Para)
- Star M31 (Spanien - Pistole)
- Star Megastar (Spanien - Pistole - 10 mm Norma & .45 ACP)
- Star Military Model 1 (Spanien)
- Star Model 1920 Military (Spanien)
- Star Model 1922 (Spanien)
- Star Model A (Spanien - Pistole)
- Star Model B Super (Spanien - Pistole)
- Star Model BM (Spanien - Pistole - 9 × 19 mm)
- Star Model BKM (Spanien - Pistole - 9 × 19 mm)
- Star Model BKS (Spanien - Pistole - mit Alu Rahmen, Lauf kürzer als bei B - Model)
- Star Model DKL (Spanien - Pistole)
- Star Model F (Spanien - Pistole)
- Star Model MD (Spanien - Pistole)
- Star Model PD (Spanien - Pistole - .45 ACP)
- Star Model S (Spanien - Pistole - .380 ACP)
- Star Model Z62 (Spanien - MP)
- Star Model Z84 (Spanien - MP - 9 × 19mm)
- Star Firestar M43 (Spanien - Pistole - 9 × 19mm)
- Star Si35 (Spanien - MP - 9 × 23 mm)
- Star Starlite (Spanien - Pistole)
- Star Ultrastar (Spanien - Pistole - 9 × 19mm & .40 S&W)

## Steyr

### Steyr-Pistolen
- Steyr-Mannlicher M1894 (Schweiz - Pistole 6,5 × 23 R)
- Steyr-Mannlicher M1901 (Österreich - Pistole 7,63 × 21 mm Mannlicher)
- Roth-Steyr M1907 (Österreich - Pistole 8 × 19 mm Steyr)
- Steyr M1909/34 Kipplauf (Österreich - Pistole)
- Steyr M1912 (Österreich - Pistole 9 mm Steyr und 9 × 19 mm Parabellum)
- Steyr SP (Österreich - Pistole 7,65 × 17 mm)
- Steyr SPP (Österreich - Pistole - 9 × 19 mm Parabellum)
- Steyr M-A1 (Österreich - Pistole - 9 × 19 mm Parabellum)
- Steyr L-A1 (Österreich - Pistole 9 × 19 mm Parabellum)
- Steyr GB (Österreich - Pistole - 9 × 19 mm Parabellum)
- Steyr S-A1 (Österreich - Pistole - 9 × 19 mm Parabellum)
- Steyr A2 MF (Österreich - Pistole - 9 × 19 mm)

### Steyr-Repetiergewehre
- Mannlicher Modell 1895 (Österreich - Repetiergewehr - 8x56R)
- Steyr SSG 04 (Österreich - Präzisionsgewehr - .308)
- Steyr SSG 08 (Österreich - Präzisionsgewehr - .308)
- Steyr SSG 69 (Österreich - Präzisionsgewehr)
- Steyr SSG PI (Österreich - Repetiergewehr)
- Steyr SSG M1 (Österreich - Präzisionsgewehr - .308 oder .338)
- Steyr SSG PII (Österreich - Repetiergewehr)
- Steyr SSG PIIK (Österreich - Repetiergewehr)
- Steyr SSG PIV (Österreich - Repetiergewehr)
- Steyr HS .50 (Österreich - Präzisionsgewehr - .50)
- Steyr HS .460 (Österreich - Präzisionsgewehr - .460 Steyr)
- Steyr Tactical Elite (Österreich - Präzisionsgewehr - .308)
- Steyr Tactical Elite 08 (Österreich - Präzisionsgewehr - .308)
- Steyr Scout (Österreich - Präzisionsgewehr - .308)
- Steyr-Mannlicher Scout: siehe Steyr Scout
- Steyr-Mannlicher Classic (Österreich - Repetiergewehr)
- Steyr-Mannlicher Classic Light (Österreich - Repetiergewehr)
- Steyr-Mannlicher Pro Hunter (Österreich - Repetiergewehr)
- Steyr-Mannlicher Pro Varmint (Österreich - Repetiergewehr)
- Steyr-Mannlicher Big Bore (Österreich - Repetiergewehr)
- Steyr-Mannlicher Ultra Light (Österreich - Repetiergewehr)
- Steyr-Mannlicher Precision Rifle SR100 (Österreich - Repetiergewehr)

### Steyr Sonstige
- Steyr MPi 69 (Österreich - MP - 9 × 19 mm Parabellum)
- Steyr TMP (Österreich - MP - 9 × 19 mm Parabellum)
- Steyr ACR (Österreich - Sturmgewehr - 5,56 × 45 mm Fléchette: Advanced Combat Rifle)
- Steyr AUG (Österreich - Sturmgewehr - 5,56 mm NATO)
  - Steyr AUG 9 mm (Österreich - Sturmgewehr - 9 × 19 mm)
  - Steyr AUG HBAR (Österreich - LMG - 5,56 mm NATO)
  - F-88 (Australien - Sturmgewehr - 5,56 mm NATO: Licensed Production)
  - STEYR AUG Z (Österreich - Halbautomat - 5,56 mm NATO)
- Steyr IWS 2000 (Österreich)

## ST…
- Starr Perkussionsrevolver
- Stemple 76/45 (USA - MP - .45 ACP: S&W 76 Clone)
- Sten Mk III (UK - MP - 9 × 19 mm Parabellum)
- Sten Mk V (UK - MP - 9 × 19 mm Parabellum)
- Sterling L2 (UK - MP - 9 × 19 mm Parabellum)
- Sterling L34A1 (UK - MP - 9 × 19 mm Parabellum)
- Sterling MK7A4 Paratroopers Pistol (UK - Pistole - 9 × 19 mm Parabellum)
- Sterling SAR-87 (UK - Sturmgewehr - 5,56 mm NATO)
- Sturmgewehr 44
- STI Eagle
- Stinger T2
- STK SAR21
  - STK SAR21 M203
  - STK SAR21 MMS Tactical
- Stoner 63 (USA - Modulares Sturm-/Maschinen-gewehr)
  - Stoner 63A
  - Stoner 63A Carbine
  - Stoner 63A Commando
  - Stoner 63A LMG
- Stoner 86
- Stoner SR-25 (USA - Selbstladegewehr - Präzisionswaffe - 7,62 × 51 mm Nato - AR-15-Ableger)
- Stoner SR-47 (USA - Sturmgewehr - 7,62 × 39 mm - AR-15-Ableger)
- Stoner SR-74 (USA - Sturmgewehr - 5,45 × 39 mm - AR-15-Ableger)
- Stoner LMG (USA - leichtes Maschinengewehr - 5,56 × 45 mm)
- Strayer-Voight Infinity
- Street Sweeper
- Sturmgewehr 57 (Schweiz. Sturmgewehr 1957)

## SU…
- Sumitomo M249
- Sumitomo Type 62
- Suomi M-31

## Smith & Wesson

### Smith-&-Wesson-Revolver
- Smith & Wesson Revolvers
  - S&W Number 1 (USA - Revolver - .22 Short)
  - S&W Number 1-1/2 (USA - Revolver - .32 Rimfire & .32 Long Rimfire)
  - S&W Number 2 (USA - Revolver - .32 Long Rimfire)
  - S&W Number 3 Pocket Pistol (USA - Revolver - .41 S&W Rimfire)
  - S&W Model 1-1/2 (USA - Revolver - .32 S&W)
    - S&W .32 Single Action (USA - Revolver - .32 S&W)
    - S&W .32 Double Action (USA - Revolver - .32 S&W)
    - S&W .32 Safety Hammerless (USA - Revolver - .32 S&W)

  - S&W Model 2 (USA - Revolver - .38 S&W)
    - S&W .38 Single Action (USA - Revolver - .38 S&W)
    - S&W .38 Double Action (USA - Revolver - .38 S&W)
    - S&W .38 DA Perfected (USA - Revolver - .38 S&W)
    - S&W .38 Safety Hammerless (USA - Revolver - .38 S&W)

  - S&W Model 3 (USA - Revolver - Various)
  - S&W American (USA - Revolver - .44 Henry & .44 S&W American)
    - S&W Russian (USA - Revolver - .44 Henry & .44 Russian)
    - S&W Schofield (USA - Revolver - .45 Schofield)
    - S&W New Model 3 (USA - Revolver)
    - S&W New Model 3 Single Action (USA - Revolver - .32 S&W, .32-44 S&W, .320 S&W Revolving Rifle, .38 S&W, .38 Colt, .38-40, .38-44 S&W, .41 S&W, .44 Henry, .44 American, .44-40, .45 Schofield, .450 Revolver, .45 Webley, .455 Mark I, & .455 Mark II)
    - S&W New Model 3 Target Model (USA - Revolver - .32-44 S&W & .38-44 S&W)
    - S&W New Model 3 Turkish (USA - Revolver - .44 Henry)
    - S&W New Model 3 Frontier (USA - Revolver - .44-40)
    - S&W New Model 3 .38 Winchester (USA - Revolver - .38-40)
    - S&W .44 Double Action (USA - Revolver - .44 Russland n)
    - S&W .44 Double Action Wesson Favorite (USA - Revolver - .44 Russland n)
    - S&W .44 Double Action Frontier (USA - Revolver - .44-40)
    - S&W .38 Winchester Double Action (USA - Revolver - .38-40)

  - S&W .22 LadySmith (USA - Revolver - .22 Long)
  - S&W .22/32 Hand Ejector (USA - Revolver - .22 LR)
    - S&W .22/32 Target Model (USA - Revolver - .22 LR)
      - S&W Model of 1953 .22/32 Target (USA - Revolver - .22 LR)

    - S&W .22/32 Kit Gun (USA - Revolver - .22 LR)
      - S&W Model of 1953 .22/32 Kit Gun (USA - Revolver - .22 LR)
      - S&W Model of 1955 .22/32 Kit Gun Airweight (USA - Revolver - .22 LR)

  - S&W .32 Hand Ejector (USA - Revolver - .32 S&W Long: Model 1896)
    - S&W .32 Hand Ejector Model of 1903 (USA - Revolver - .32 S&W Long)
    - S&W .32 Regulation Police (USA - Revolver - .32 S&W Long)

  - S&W .32-20 Hand Ejector (USA - Revolver - .32-20)
    - S&W .32-20 Hand Ejector Model of 1902 (USA - Revolver - .32-20)
    - S&W .32-20 Hand Ejector Model of 1905 (USA - Revolver - .32-20)

  - S&W .38 Military & Police (USA - Revolver - .38 Long Colt & .38 Special: Model 1899 Army-Navy)
    - S&W .38 Military & Police Model of 1902 (USA - Revolver - .38 Special)
    - S&W .38 Military & Police Model of 1905 (USA - Revolver - .38 Special)
    - S&W .38 Military & Police Victory Model (USA - Revolver - .38 Special)
    - S&W .38 Military & Police Airweight (USA - Revolver - .38 Special)
      - S&W M13 Aircrewman (USA - Revolver - .38 Special)

  - S&W .38 Chief’s Special (USA - Revolver - .38 Special)
    - S&W .38 Chief’s Special Target (USA - Revolver - .38 Special)
    - S&W .38 Chief’s Special Airweight (USA - Revolver - .38 Special)
      - S&W Aircrewman (USA - Revolver - .38 Special)

  - S&W Bodyguard Airweight (USA - Revolver - .38 Special)
  - S&W Centennial (USA - Revolver - .38 Special)
    - S&W Centennial Airweight (USA - Revolver - .38 Special)

  - S&W .38/44 Heavy Duty (USA - Revolver - .38 Special)
    - S&W .38/44 Outdoorsman (USA - Revolver - .38 Special)

  - S&W .38 Regulation Police (USA - Revolver - .38 S&W)
    - S&W .38/32 Terrier (USA - Revolver - .38 S&W)

  - S&W K-200 (USA - Revolver - .38/200 / .38 S&W)
  - S&W .357 Magnum (USA - Revolver - .357 Magnum)
    - S&W Highway Patrolman (USA - Revolver - .357 Magnum)

  - S&W .44 Hand Ejector First Model (USA - Revolver - .44 Special)
    - S&W New Century (USA - Revolver)
    - S&W Triple Lock (USA - Revolver - .38-40, .44 Russland n, .44 Special, .44-40, .45 Schofield, .45 Colt, & .455 Mark II)
      - S&W Triple Lock Target Model (USA - Revolver)

    - S&W .44 Military Model of 1908 (USA - Revolver - .44 Special)
    - S&W .44 Hand Ejector Second Model (USA - Revolver - .38-40, .44 Special, .44-40, & .45 Colt)
    - S&W .44 Hand Ejector Third Model (USA - Revolver - .44 Special, .44-40, & .45 Colt: Model 1926 Hand Ejector)
      - S&W Model of 1926 .44 Military (USA - Revolver - .44 Special)
      - S&W Model of 1950 .44 Military (USA - Revolver - .44 Special)

    - S&W .44 Hand Ejector Fourth Model Target (USA - Revolver - .44 Special: Model of 1950 Target)

  - S&W .44 Magnum (USA - Revolver - .44 Magnum)
  - S&W .45 Hand Ejector US Service Model of 1917 (USA - Revolver - .45 ACP)
    - S&W Model of 1917 Army (USA - Revolver - .45 ACP)
      - S&W Model of 1950 .45 Military (USA - Revolver - .45 ACP & .45 Colt)
      - S&W Model of 1950 .45 Target (USA - Revolver - .45 ACP & .45 Colt)
        - S&W Model of 1955 .45 Target (USA - Revolver - .45 ACP)

  - S&W .455 Mark II Hand Ejector (USA - Revolver - .45 Colt & .455 Mark II)
  - S&W K-22 Outdoorsman (USA - Revolver - .22 LR)
    - S&W K-22 Masterpiece (USA - Revolver - .22 LR)
    - S&W K-22 Combat Masterpiece (USA - Revolver - .22 LR)
    - S&W .22 Military & Police (USA - Revolver - .22 LR)

  - S&W K-32 Hand Ejector (USA - Revolver - .32 S&W Long)
    - S&W K-32 Masterpiece (USA - Revolver - .32 S&W Long)
    - S&W .32 Military & Police (USA - Revolver - .32 S&W Long)

  - S&W K-38 Target Masterpiece (USA - Revolver - .38 Special)
    - S&W K-38 Combat Masterpiece (USA - Revolver - .38 Special)

  - S&W .357 Combat Magnum (USA - Revolver - .357 Magnum)
  - S&W Model 10 (USA - Revolver - .38 Special: Military & Police)
  - S&W Model 11 (USA - Revolver - .38/200 / .38 S&W: Military & Police)
  - S&W Model 12 (USA - Revolver - .38 Special: Military & Police Airweight)
  - S&W Model 13 (USA - Revolver - .357 Magnum: Military & Police Magnum)
  - S&W Model 14 (USA - Revolver - .38 Special: K-38 Masterpiece)
  - S&W Model 15 (USA - Revolver - .38 Special: Combat Masterpiece)
  - S&W Model 16 (USA - Revolver - .32 S&W Long: K-32 Masterpiece)
    - S&W Model 16-4 (USA - Revolver - .32 Magnum)

  - S&W Model 17 (USA - Revolver - .22 LR: K-22 Masterpiece)
  - S&W Model 18 (USA - Revolver - .22 LR: K-22 Combat Masterpiece)
  - S&W Model 19 (USA - Revolver - .357 Magnum: Combat Magnum)
  - S&W Model 20 (USA - Revolver - .38 Special: .38/44 Heavy Duty)
  - S&W Model 21 (USA - Revolver - .44 Special: Model of 1950 Military)
  - S&W Model 22 (USA - Revolver - .45 ACP: Model of 1950 Army)
  - S&W Model 23 (USA - Revolver - .38 Special: .38/44 Outdoorsman)
  - S&W Model 24 (USA - Revolver - .44 Special: Model of 1950 Target)
  - S&W Model 25-2 (USA - Revolver - .45 ACP: Model of 1955 Target)
  - S&W Model 25-5 (USA - Revolver - .45 Colt)
  - S&W Model 26 (USA - Revolver - .45 ACP: Model of 1950 Target)
  - S&W Model 27 (USA - Revolver - .357 Magnum)
  - S&W Model 28 (USA - Revolver - .357 Magnum: Highway Patrolman)
  - S&W Model 29 (USA - Revolver - .44 Magnum)
  - S&W Model 30 (USA - Revolver - .32 S&W Long: .32 Hand Ejector)
  - S&W Model 31 (USA - Revolver - .32 S&W Long: .32 Regulation Police)
  - S&W Model 32 (USA - Revolver - .38 S&W: .38/32 Terrier)
  - S&W Model 33 (USA - Revolver - .38 S&W: .38 Regulation Police)
  - S&W Model 34 (USA - Revolver - .22 LR: Model of 1953 .22/32 Kit Gun)
  - S&W Model 35 (USA - Revolver - .22 LR: Model of 1953 .22/32 Target)
  - S&W Model 36 (USA - Revolver - .38 Special: Chief’s Special)
  - S&W Model 37 (USA - Revolver - .38 Special: The Chief’s Special Airweight)
  - S&W Model 38 (USA - Revolver - .38 Special: Bodyguard Airweight)
  - S&W Model 40 (USA - Revolver - .38 Special: Centennial)
  - S&W Model 42 (USA - Revolver - .38 Special: Centennial Airweight)
  - S&W Model 43 (USA - Revolver - .22 LR: Model of 1955 .22/32 Kit Gun Airweight)
  - S&W Model 45 (USA - Revolver - .22 LR: .22 Military & Police)
  - S&W Model 48 (USA - Revolver - .22 Magnum: K-22 Masterpiece Magnum Rimfire)
  - S&W Model 49 (USA - Revolver - .38 Special: Bodyguard)
  - S&W Model 50 (USA - Revolver - .38 Special: Chief’s Special Target)
  - S&W Model 51 (USA - Revolver - .22 Magnum: Model of 1960 .22/32 Kit Gun Magnum Rimfire)
  - S&W Model 53 (USA - Revolver - .22 Jet: .22 Centerfire Magnum)
  - S&W Model 56 (USA - Revolver - .38 Special: KXT-38 USAF)
  - S&W Model 57 (USA - Revolver - .41 Magnum)
  - S&W Model 58 (USA - Revolver - .41 Magnum: .41 Military & Police)
  - S&W Model 60 (USA - Revolver - .38 Special: Chief’s Special Stainless)
    - S&W Model 60-9 (USA - Revolver - .357 Magnum: Chief’s Special Stainless)

  - S&W Model 63 (USA - Revolver - .22 LR: Model of 1977 .22/32 Kit Gun Stainless)
  - S&W Model 64 (USA - Revolver - .38 Special: Military & Police Stainless)
  - S&W Model 65 (USA - Revolver - .357 Magnum: Military & Police Magnum Stainless)
  - S&W Model 66 (USA - Revolver - .357 Magnum: Combat Magnum Stainless)
  - S&W Model 67 (USA - Revolver - .38 Special: Combat Masterpiece Stainless)
  - S&W Model 68 (USA - Revolver - .38 Special: California Highway Patrol)
  - S&W Model 73 (USA - Revolver - .38 Special)
  - S&W Model 242 (USA - Revolver - .38 Special: Centennial Airlight Ti)
  - S&W Model 296 (USA - Revolver - .44 Special: Centennial Airlight Ti)
  - S&W Model 317 (USA - Revolver - .22 LR: Airlight)
  - S&W Model 325 (USA - Revolver - .45 ACP: Airlite Sc)
  - S&W Model 327 (USA - Revolver - .357 Magnum: Airlite Sc)
  - S&W Model 329 (USA - Revolver - .44 Magnum: Airlite Sc)
  - S&W Model 331 (USA - Revolver - .32 Magnum: Chief’s Special Airlight Ti)
  - S&W Model 332 (USA - Revolver - .32 Magnum: Centennial Airlight Ti)
  - S&W Model 337 (USA - Revolver - .38 Special: Chief’s Special Airlight Ti)
  - S&W Model 340 (USA - Revolver - .357 Magnum: Centennial Airlite Sc)
  - S&W Model 342 (USA - Revolver - .38 Special: Centennial Airlight Ti)
  - S&W Model 351 (USA - Revolver - .22 Magnum: Airlite)
  - S&W Model 357 (USA - Revolver - .41 Magnum: Airlite Sc)
  - S&W Model 360 (USA - Revolver - .357 Magnum: Chief’s Special Airlite Sc)
  - S&W Model 386 (USA - Revolver - .357 Magnum: Airlite Sc)
  - S&W Model 396 (USA - Revolver - .44 Special: Mountain Lite)
  - S&W Model 431 (USA - Revolver - .32 Magnum: Airweight)
  - S&W Model 432 (USA - Revolver - .32 Magnum: Centennial Airweight)
  - S&W Model 442 (USA - Revolver - .38 Special: Centennial Airweight)
  - S&W Model 460XVR (USA - Revolver - .460 S&W Magnum)
  - S&W Model 500 (USA - Revolver - .500 S&W Magnum)
  - S&W Model 520 (USA - Revolver - .357 Magnum: Military & Police - NYSP)
  - S&W Model 520 (USA - Revolver - .357 Magnum: L-Frame)
  - S&W Model 544 (USA - Revolver - .44-40: Texas Wagon Train Commemorative)
  - S&W Model 547 (USA - Revolver - 9 × 19 mm Parabellum: Military & Police)
  - S&W Model 581 (USA - Revolver - .357 Magnum: Distinguished Service Magnum)
  - S&W Model 586 (USA - Revolver - .357 Magnum: Distinguished Combat Magnum)
  - S&W Model 610 (USA - Revolver - 10 mm Norma)
  - S&W Model 617 (USA - Revolver - .22 LR: K-22 Masterpiece Stainless)
  - S&W Model 619 (USA - Revolver - .357 Magnum)
  - S&W Model 620 (USA - Revolver - .357 Magnum)
  - S&W Model 624 (USA - Revolver - .44 Special: Model of 1985 .44 Target Stainless)
  - S&W Model 625 (USA - Revolver - .45 ACP: .45 Target Stainless)
    - S&W Model 625-2 (USA - Revolver - .45 ACP: Model of 1988 .45 Target Stainless)
    - S&W Model 625-3 (USA - Revolver - .45 ACP: Model of 1989 .45 Target Stainless)
    - S&W Model 625-8 (USA - Revolver - .45 ACP: Model of 1989 .45 Target Stainless 5 inch barrel)
    - S&W Model 625-10 (USA - Revolver - .45 ACP: Model of 1989 .45 Target Stainless 5 inch barrel)
    - S&W Model 625 Mountain Gun (USA - Revolver - .45 ACP: Model of 1989 .45 Light Weight 39.5 oz)

  - S&W Model 627 (USA - Revolver - .357 Magnum & .38 Super)
  - S&W Model 629 (USA - Revolver - .44 Magnum)
  - S&W Model 631 (US - Revolver - .32 Magnum)
  - S&W Model 632 (USA - Revolver - .32 Magnum: Centennial Airweight Stainless)
  - S&W Model 637 (USA - Revolver - .38 Special: Chief’s Special Airweight Stainless)
  - S&W Model 637 (USA - Revolver - .38 Special: Bodyguard Airweight Stainless)
  - S&W Model 640 (USA - Revolver - .38 Special: Centennial Stainless)
    - S&W Model 640-1 (USA - Revolver - .357 Magnum: Centennial Stainless)

  - S&W Model 642 (USA - Revolver - .38 Special: Centennial Airweight Stainless)
  - S&W Model 646 (USA - Revolver - .40 S&W)
  - S&W Model 647 (USA - Revolver - .17 HMR)
  - S&W Model 648 (USA - Revolver - .22 Magnum: Magnum Rimfire Stainless)
  - S&W Model 649 (USA - Revolver - .38 Special: Bodyguard Stainless)
    - S&W Model 649-3 (US - Revolver - .357 Magnum: Bodyguard Stainless)

  - S&W Model 650 (USA - Revolver - .22 Magnum: .22 Magnum Rimfire Service Kit Gun)
  - S&W Model 651 (USA - Revolver - .22 Magnum: .22 Magnum Rimfire Target Kit Gun)
  - S&W Model 657 (USA - Revolver - .41 Magnum)
  - S&W Model 681 (USA - Revolver - .357 Magnum: Distinguished Service Magnum Stainless)
  - S&W Model 686 (USA - Revolver - .357 Magnum & .38 Special: Distinguished Combat Magnum Stainless)
    - S&W Model 686-3 Security Special (USA - Revolver - .357 Magnum & .38 Special: Security Special Stainless)
    - S&W Model 686-3 Eurotarget (USA - Revolver - .357 Magnum & .38 Special: Eurotarget - AKAH „1 of 500“ Stainless)
    - S&W Model 686-3 Target Champion (USA - Revolver - .357 Magnum & .38 Special: Target Champion Sat.-Stainless)
    - S&W Model 686P (USA - Revolver - .357 Magnum & .38 Special P+: Distinguished Combat Magnum 7 shot cylinder, Stainless)
    - S&W Model 686PP (USA - Revolver - .357 Magnum & .38 Special P++: Distinguished Combat Magnum 7 shot cylinder, Stainless)

  - S&W Model 696 (USA - Revolver - .44 Special)
  - S&W Model 940 (USA - Revolver - 9 × 19 mm Parabellum: Centennial)
  - S&W Model 944 (USA - Revolver - 9 × 19 mm Parabellum: Centennial Airweight)

### Smith-&-Wesson-Pistolen
- Smith & Wesson Pistols
  - S&W First Model Single-Shot (USA - Einzelschuss Pistole - .22 LR, .32 S&W, & .38 S&W: Single Shot Model of 1891)
  - S&W Second Model Single-Shot (USA - Einzelschuss Pistole - .22 LR)
  - S&W Third Model Single-Shot (USA - Einzelschuss Pistole - .22 LR: Perfected Target Pistol)
  - S&W Fourth Model Single-Shot (USA - Einzelschuss Pistole - .22 LR: Straight Line Target)
  - S&W .45 Limited (USA - Pistole - .45 ACP)
  - S&W .45 Recon (USA - Pistole - .45 ACP)
  - S&W Model 22A (USA - Pistole - .22 LR)
    - S&W Model 22S (USA - Pistole - .22 LR)

  - S&W Model 39 (USA - Pistole - 9 × 19 mm Parabellum)
  - S&W Model 41 (USA - Pistole - .22 LR)
  - S&W Model 44 (USA - Pistole - 9 × 19 mm Parabellum)
  - S&W Model 46 (USA - Pistole - .22 LR)
  - S&W Model 52 (USA - Pistole - .38 Special Wadcutter)
  - S&W Model 52A (USA - Pistole - .38 AMU)
  - S&W Model 59 (USA - Pistole - 9 × 19 mm Parabellum)
  - S&W Model 61 (USA - Pistole - .22 LR: Pocket Escort)
  - S&W Model 62 (USA - Pistole - .45 ACP)
  - S&W Model 147A (USA - Pistole - 9 × 19 mm Parabellum)
  - S&W Model 410 (USA - Pistole - .40 S&W)
  - S&W Model 411 (USA - Pistole - .40 S&W)
  - S&W Model 422 (USA - Pistole - .22 LR)
  - S&W Model 439 (USA - Pistole - 9 × 19 mm Parabellum)
  - S&W Model 457 (USA - Pistole - .45 ACP)
  - S&W Model 459 (USA - Pistole - 9 × 19 mm Parabellum)
  - S&W Model 469 (USA - Pistole - 9 × 19 mm Parabellum)
  - S&W Model 539 (USA - Pistole - 9 × 19 mm Parabellum)
  - S&W Model 559 (USA - Pistole - 9 × 19 mm Parabellum)
  - S&W Model 622 (USA - Pistole - .22 LR)
  - S&W Model 639 (USA - Pistole - 9 × 19 mm Parabellum)
  - S&W Model 645 (USA - Pistole - .45 ACP)
  - S&W Model 659 (USA - Pistole - 9 × 19 mm Parabellum)
  - S&W Model 669 (USA - Pistole - 9 × 19 mm Parabellum)
  - S&W Model 745 (USA - Pistole - .45 ACP)
  - S&W Model 845 (USA - Pistole - .45 ACP)
  - S&W Model 908 (USA - Pistole - 9 × 19 mm Parabellum)
  - S&W Model 909 (USA - Pistole - 9 × 19 mm Parabellum)
  - S&W Model 910 (USA - Pistole - 9 × 19 mm Parabellum)
  - S&W Model 915 (USA - Pistole - 9 × 19 mm Parabellum)
  - S&W Model 945 (USA - Pistole - .40 S&W & .45 ACP)
  - S&W Model 952 (USA - Pistole - 9 × 19 mm Parabellum)
  - S&W Model 1006 (USA - Pistole - 10 mm Norma)
  - S&W Model 1026 (USA - Pistole - 10 mm Norma)
  - S&W Model 1046 (USA - Pistole - 10 mm Norma)
  - S&W Model 1066 (USA - Pistole - 10 mm Norma)
  - S&W Model 1076 (USA - Pistole - 10 mm Norma)
  - S&W Model 1086 (USA - Pistole - 10 mm Norma)
  - S&W Model 2206 (USA - Pistole - .22 LR)
  - S&W Model 2213 (USA - Pistole - .22 LR: Sportsman)
  - S&W Model 2214 (USA - Pistole - .22 LR: Sportsman)
  - S&W Model 3566 (USA - Pistole - .356 TSW)
  - S&W Model 3904 (USA - Pistole - 9 × 19 mm Parabellum)
  - S&W Model 3906 (USA - Pistole - 9 × 19 mm Parabellum)
  - S&W Model 3913 (USA - Pistole - 9 × 19 mm Parabellum)
    - S&W Model 3913TSW (USA - Pistole - 9 × 19 mm Parabellum)

  - S&W Model 3914 (USA - Pistole - 9 × 19 mm Parabellum)
  - S&W Model 3953 (USA - Pistole - 9 × 19 mm Parabellum)
    - S&W Model 3953TSW (USA - Pistole - 9 × 19 mm Parabellum)

  - S&W Model 3954 (USA - Pistole - 9 × 19 mm Parabellum)
  - S&W Model 3958 (USA - Pistole - 9 × 19 mm Parabellum)
  - S&W Model 4003 (USA - Pistole - .40 S&W)
    - S&W Model 4003TSW (USA - Pistole - .40 S&W)

  - S&W Model 4004 (USA - Pistole - .40 S&W)
  - S&W Model 4006 (USA - Pistole - .40 S&W)
    - S&W Model 4006TSW (USA - Pistole - .40 S&W)

  - S&W Model 4013 (USA - Pistole - .40 S&W)
    - S&W Model 4013TSW (USA - Pistole - .40 S&W)

  - S&W Model 4014 (USA - Pistole - .40 S&W)
  - S&W Model 4026 (USA - Pistole - .40 S&W)
  - S&W Model 4040 (USA - Pistole - .40 S&W: Airweight)
  - S&W Model 4043 (USA - Pistole - .40 S&W)
    - S&W Model 4043TSW (USA - Pistole - .40 S&W)

  - S&W Model 4044 (USA - Pistole - .40 S&W)
  - S&W Model 4046 (USA - Pistole - .40 S&W)
    - S&W Model 4046TSW (USA - Pistole - .40 S&W)

  - S&W Model 4053 (USA - Pistole - .40 S&W)
    - S&W Model 4053TSW (USA - Pistole - .40 S&W)

  - S&W Model 4054 (USA - Pistole - .40 S&W)
  - S&W Model 4056TSW (US - Pistole - .40 S&W)
  - S&W Model 4505 (USA - Pistole - .45 ACP)
  - S&W Model 4506 (USA - Pistole - .45 ACP)
  - S&W Model 4513TSW (US - Pistole - .45 ACP)
  - S&W Model 4516 (USA - Pistole - .45 ACP)
  - S&W Model 4526 (USA - Pistole - .45 ACP)
  - S&W Model 4536 (USA - Pistole - .45 ACP)
  - S&W Model 4546 (USA - Pistole - .45 ACP)
  - S&W Model 4553TSW (USA - Pistole - .45 ACP)
  - S&W Model 4556 (USA - Pistole - .45 ACP)
  - S&W Model 4563TSW (USA - Pistole - .45 ACP)
  - S&W Model 4566 (USA - Pistole - .45 ACP)
    - S&W Model 4566TSW (USA - Pistole - .45 ACP)

  - S&W Model 4567 (USA - Pistole - .45 ACP)
  - S&W Model 4576 (USA - Pistole - .45 ACP)
  - S&W Model 4583TSW (USA - Pistole - .45 ACP)
  - S&W Model 4586 (USA - Pistole - .45 ACP)
    - S&W Model 4586TSW (USA - Pistole - .45 ACP)

  - S&W Model 4596 (USA - Pistole - .45 ACP)
  - S&W Model 5903 (USA - Pistole - 9 × 19 mm Parabellum)
    - S&W Model 5903TSW (USA - Pistole - 9 × 19 mm Parabellum)

  - S&W Model 5904 (USA - Pistole - 9 × 19 mm Parabellum)
  - S&W Model 5905 (USA - Pistole - 9 × 19 mm Parabellum)
  - S&W Model 5906 (USA - Pistole - 9 × 19 mm Parabellum)
    - S&W Model 5906TSW (USA - Pistole - 9 × 19 mm Parabellum)

  - S&W Model 5924 (USA - Pistole - 9 × 19 mm Parabellum)
  - S&W Model 5926 (USA - Pistole - 9 × 19 mm Parabellum)
  - S&W Model 5943 (USA - Pistole - 9 × 19 mm Parabellum)
    - S&W Model 5943TSW (USA - Pistole - 9 × 19 mm Parabellum)

  - S&W Model 5944 (USA - Pistole - 9 × 19 mm Parabellum)
  - S&W Model 5946 (USA - Pistole - 9 × 19 mm Parabellum)
    - S&W Model 5946TSW (USA - Pistole - 9 × 19 mm Parabellum)

  - S&W Model 5967 (USA - Pistole - 9 × 19 mm Parabellum)
  - S&W Model 6904 (USA - Pistole - 9 × 19 mm Parabellum)
  - S&W Model 6906 (USA - Pistole - .9 × 19 mm Parabellum)
  - S&W Model 6924 (USA - Pistole - 9 × 19 mm Parabellum)
  - S&W Model 6926 (USA - Pistole - .9 × 19 mm Parabellum)
  - S&W Model 6944 (USA - Pistole - 9 × 19 mm Parabellum)
  - S&W Model 6946 (USA - Pistole - .9 × 19 mm Parabellum)
  - S&W Model CQB (USA - Pistole - .45 ACP)
  - S&W Model CS9 (USA - Pistole - 9 × 19 mm Parabellum: Chief’s Special)
  - S&W Model CS40 (USA - Pistole - .40 S&W: Chief’s Special)
  - S&W Model CS45 (USA - Pistole - .45 ACP: Chief’s Special)
  - S&W Shorty Forty (USA - Pistole - .40 S&W)
  - S&W Shorty 45 (USA - Pistole - .45 ACP)
  - S&W Sigma (USA - Pistole - .380 ACP/9 × 17 mm, 9 × 19 mm Parabellum, .357 SIG, & .40 S&W)
    - S&W SW9C (USA - Pistole - 9 × 19 mm Parabellum)
    - S&W SW9E (USA - Pistole - 9 × 19 mm Parabellum)
    - S&W SW9F (USA - Pistole - 9 × 19 mm Parabellum)
    - S&W SW9G (USA - Pistole - 9 × 19 mm Parabellum)
    - S&W SW9M (USA - Pistole - 9 × 19 mm Parabellum)
    - S&W SW9P (USA - Pistole - 9 × 19 mm Parabellum)
    - S&W SW9V (USA - Pistole - 9 × 19 mm Parabellum)
    - S&W SW9VB (USA - Pistole - 9 × 19 mm Parabellum)
    - S&W SW9VE (USA - Pistole - 9 × 19 mm Parabellum)
    - S&W SW40C (USA - Pistole - .40 S&W)
    - S&W SW40E (USA - Pistole - .40 S&W)
    - S&W SW40F (USA - Pistole - .40 S&W)
    - S&W SW40P (USA - Pistole - .40 S&W)
    - S&W SW40V (USA - Pistole - .40 S&W)
    - S&W SW40VE (USA - Pistole - .40 S&W)
    - S&W SW357V (USA - Pistole - .357 SIG)
    - S&W SW380 (USA - Pistole - .380 ACP/9 × 17 mm)

  - S&W Super 9 (USA - Pistole - 9 × 19 mm Parabellum, 9 × 21 mm IMI, & .356 TSW)
  - S&W SW99 (USA - Pistole - 9 × 19 mm Parabellum, .40 S&W, & .45 ACP)
    - S&W SW99 Compact (USA - Pistole - 9 × 19 mm Parabellum & .40 S&W)

  - S&W SW1911 (USA - Pistole - .38 Super & .45 ACP)
  - S&W M&P (USA - Pistole - 9 × 19 mm Parabellum, .357 SIG, & .40 S&W)

### Smith-&-Wesson-Flinten
- Smith & Wesson Shotguns
  - S&W CAWS

### Smith & Wesson Sonstige
- Smith & Wesson Misc.
  - S&W Model 76 (USA - MP - 9 × 19 mm Parabellum)

## SW…
- SWD M11
- SWD M11A1
- SW-98
- SW-99
- SWD Dragunow
- KSWK
- SWU
- SWT-40
- Swedish K (Schweden - MP - 9 × 19 mm Parabellum)